# Formentera del Segura (kommun i Spanien)
Formentera del Segura är en kommun i Spanien.   Den ligger i provinsen Provincia de Alicante och regionen Valencia, i den sydöstra delen av landet, 400 km sydost om huvudstaden Madrid. Antalet invånare är 4 559. Arean är 4,3 kvadratkilometer. Formentera del Segura gränsar till Benijófar, Daya Nueva, Daya Vieja, Rojales och San Fulgencio. 
Terrängen i Formentera del Segura är platt.